# Alberto Herreros
Alberto Herreros, né le 20 avril 1969 à Madrid, est un joueur espagnol de basket-ball.

## Carrière
Alberto Herreros est le meilleur marqueur de l'histoire du championnat d'Espagne avec 9 759 points (moyenne de 14,92 points par match), devant Jordi Villacampa (8 991), Brian Jackson (8 651), Juan Carlos Navarro (8 046) et Granger Hall (8 039).

## Palmarès

### Club
Compétitions internationales 
- Demi-Finaliste du Final Four de l'Euroligue en 1992
- Vainqueur de la Coupe des Coupes en 1997

 Compétitions nationales 
- Champion d'Espagne en 2000 et 2005
- Vainqueur de la Coupe du Roi en 1992

### Équipe nationale
- Médaille d'argent du championnat d'Europe de basket-ball 1999 en France
- Médaille d'argent du championnat d'Europe de basket-ball 2003 en Suède
- 172 sélections en équipe d'Espagne